# Carabodes palmifer
Carabodes palmifer är en kvalsterart som beskrevs av Berlese 1904. Carabodes palmifer ingår i släktet Carabodes och familjen Carabodidae. Inga underarter finns listade.